# فران أوتشوا
فران أوتشوا (بالإسبانية: Fran Ochoa)‏ هو لاعب كرة قدم إسباني، ولد في 15 نوفمبر 1989 في قبرة في إسبانيا. لعب مع ريال بلد الوليد ونادي تينيريفي ونادي سمورة ونادي غيخيليو.

## وصلات خارجية
- فران أوتشوا على موقع Soccerway.com (الإنجليزية)